# Perlez
Perlez (srbsko Перлез; madžarsko Perlasz) je naselje v Srbiji, ki upravno spada pod Občino Zrenjanin; slednja pa je del Srednjebanatskega upravnega okraja.

## Demografija
V naselju, katerega (srbsko-cirilično) ime je Перлез a latinično Perlez, živi 3108 polnoletnih prebivalcev, pri čemer je njihova povprečna starost 41,3 let (39,7 pri moških in 42,9 pri ženskah). Naselje ima 1284 gospodinjstev, pri čemer je povprečno število članov na gospodinjstvo 2,97.
To naselje je, glede na rezultate popisa iz leta 2002, v glavnem srbsko, a v času zadnjih treh popisov je opazno zmanjšanje števila prebivalcev.
|  |

| Demografija | Demografija     | Demografija     |
| Leto        | Št. prebivalcev | Št. prebivalcev |
| ----------- | --------------- | --------------- |
|             |                 |                 |
|             |                 |                 |
|             |                 |                 |
|             |                 |                 |
| 1948        | 4528            |                 |
| 1953        | 4623            |                 |
| 1961        | 4881            |                 |
| 1971        | 4458            |                 |
| 1981        | 4283            |                 |
| 1991        | 3880            | 3808            |
| 2002        | 3888            | 3818            |
|             |                 |                 |

| Etnična sestava po popisu iz leta 2002 | Etnična sestava po popisu iz leta 2002 | Etnična sestava po popisu iz leta 2002 | Etnična sestava po popisu iz leta 2002 | Etnična sestava po popisu iz leta 2002 |
| -------------------------------------- | -------------------------------------- | -------------------------------------- | -------------------------------------- | -------------------------------------- |
| Srbi                                   | Srbi                                   |                                        | 3.333                                  | 87,29%                                 |
| Romi                                   | Romi                                   |                                        | 83                                     | 2,17%                                  |
| Jugoslovani                            | Jugoslovani                            |                                        | 70                                     | 1,83%                                  |
| Madžari                                | Madžari                                |                                        | 62                                     | 1,62%                                  |
| Hrvati                                 | Hrvati                                 |                                        | 44                                     | 1,15%                                  |
| Slovaki                                | Slovaki                                |                                        | 16                                     | 0,41%                                  |
| Makedonci                              | Makedonci                              |                                        | 12                                     | 0,31%                                  |
| Bolgari                                | Bolgari                                |                                        | 9                                      | 0,23%                                  |
| Črnogorci                              | Črnogorci                              |                                        | 8                                      | 0,20%                                  |
| Ukrajinci                              | Ukrajinci                              |                                        | 6                                      | 0,15%                                  |
| Romuni                                 | Romuni                                 |                                        | 5                                      | 0,13%                                  |
| Bunjevci                               | Bunjevci                               |                                        | 4                                      | 0,10%                                  |
| Slovenci                               | Slovenci                               |                                        | 2                                      | 0,05%                                  |
| Nemci                                  | Nemci                                  |                                        | 2                                      | 0,05%                                  |
| Muslimani                              | Muslimani                              |                                        | 1                                      | 0,02%                                  |
| Albanci                                | Albanci                                |                                        | 1                                      | 0,02%                                  |
| Neznano                                | Neznano                                |                                        | 97                                     | 2,54%                                  |